# 站塘乡
站塘乡，是中华人民共和国江西省赣州市会昌县下辖的一个乡镇级行政单位。

## 行政区划
站塘乡下辖以下地区：
站塘社区、站塘村、官村、阇山坝村、罗坊村、李官山村、崠背村、水明村、大坝脑村、南坑村和横岭村。